# Summer of Soul
Pour plus de détails, voir Fiche technique et Distribution.
Summer of Soul (...or, When the Revolution Could Not Be Televised) est un film documentaire indépendant américain de 2021 sur le Harlem Cultural Festival de 1969 , réalisé par Ahmir « Questlove » Thompson pour ses débuts en tant que réalisateur. Il a été présenté en première mondiale au Festival du film de Sundance le 28 janvier 2021, où il a remporté le Grand Prix du Jury et le Prix du Public dans les catégories documentaires. Il a bénéficié d'une sortie en salles limitée aux États-Unis par Searchlight Pictures le 25 juin 2021, avant d'être étendu et diffusé en streaming sur Hulu le week-end suivant. En France et en Belgique, il est disponible sur la pateforme Disney +.
La seconde partie du titre du film est tirée du poème et de la chanson « La Révolution ne sera pas télévisée », écrits en 1970 par Gil Scott-Heron. Ce texte offrait une critique acerbe et satirique du manque de couverture médiatique du militantisme pour les droits civiques et de la réalité des changements et des révolutions qui se déroulent dans les rues et sur les campus américains.
Le film a été salué par la critique, notamment pour la restauration des images utilisées. Il a remporté de nombreux prix, dont l'Oscar du meilleur documentaire aux 94e Academy Awards et le prix du meilleur film musical aux 64e Grammy Awards.

## Synopsis
Le film s'intéresse au Harlem Cultural Festival de 1969, organisé par Tony Lawrence avec le soutien du maire John Lindsay, et qui s'est déroulé six dimanches entre le 29 juin et le 24 août au Mount Morris Park (aujourd'hui Marcus Garvey Park) à Harlem, en utilisant des images professionnelles du festival filmées sur place, des images d'archives et des interviews contemporaines de participants, de musiciens et d'autres commentateurs afin de fournir un contexte historique et social. Malgré sa forte fréquentation et la présence d'artistes tels que Stevie Wonder, Mahalia Jackson, Max Roach, Nina Simone, The 5th Dimension, The Staple Singers, Gladys Knight & the Pips, Mavis Staples, Sly and the Family Stone et les Chambers Brothers, le festival n'a pas marqué la mémoire collective, à l'encontre de Woodstock (qui a eu lieu le même week-end que l'un des jours du Harlem Cultural Festival).

## Fiche technique
- Titre : Summer of Soul
- Réalisation : Questlove
- Photographie : Shawn Peters
- Montage : Joshua L. Pearson
- Production : David Dinerstein, Robert Fyvolent (de) et Joseph Patel
- Société de production : Mass Distraction Media, RadicalMedia, Vulcan Productions, Concordia Studio, Play/Action Pictures et LarryBilly Productions
- Société de distribution : Searchlight Pictures (États-Unis)
- Pays de production :  États-Unis
- Genre : Documentaire
- Durée : 118 minutes
- Date de sortie : 
  - États-Unis : 2 juillet 2021 (cinéma / Hulu)

## Distinctions
- Festival du film de Sundance 2021 : Grand prix du jury et prix du public
- Oscars 2022 : Oscar du meilleur film documentaire[1]
- Grammy Awards 2022 : Meilleure musique de film
- Satellite Awards 2022 : Meilleur film documentaire